# Portugiesisch-thailändische Beziehungen
Die portugiesisch-thailändischen Beziehungen beschreiben das zwischenstaatliche Verhältnis zwischen Portugal und Thailand. Die Länder unterhalten seit 1862 erneuerte diplomatische Beziehungen.
Die bilateralen Beziehungen gelten traditionell als gut. Sie gehen zurück auf die Ankunft der Portugiesen 1511, die im damaligen Siam missionierten und damit das Christentum und die Römisch-katholische Kirche in Thailand einführten. Sie trieben in den folgenden Jahrhunderten hier Handel und unterstützten im Gegenzug die thailändischen Herrscher militärisch und technologisch. Auf die Portugiesen gehen u. a. die in Thailand als Foi thong bekannten Süßspeisen zurück.
In Portugal ist Thailand heute vor allem als Reiseziel und für seine Gastronomie und die traditionellen Thai-Massagen bekannt. Im Jahr 2021 lebten 1.795 Staatsbürger Thailands in Portugal, davon mit 813 die meisten im Distrikt Beja.
Im Jahr 2020 waren 550 Einwohner Thailands in Portugal geboren. Im Jahr 2021 waren insgesamt 1.614 Menschen mit Bezug zu Portugal in den portugiesischen Konsulaten in Thailand registriert. Daneben existiert bis heute eine alte portugiesische Gemeinde in Thailand, deren genaue Größe jedoch unbekannt ist. Besonders im Ban portuguete, dem portugiesischen Dorf bei Ayutthaya, sind sie bis heute ansässig und unterhalten ein lebendiges Gemeindeleben, etwa mit gastronomischen Festen an portugiesischen Feiertagen oder der Miss-Wahl zur Miss Portugal na Tailândia.

## Geschichte

### Vom 16. bis zum 19. Jahrhundert

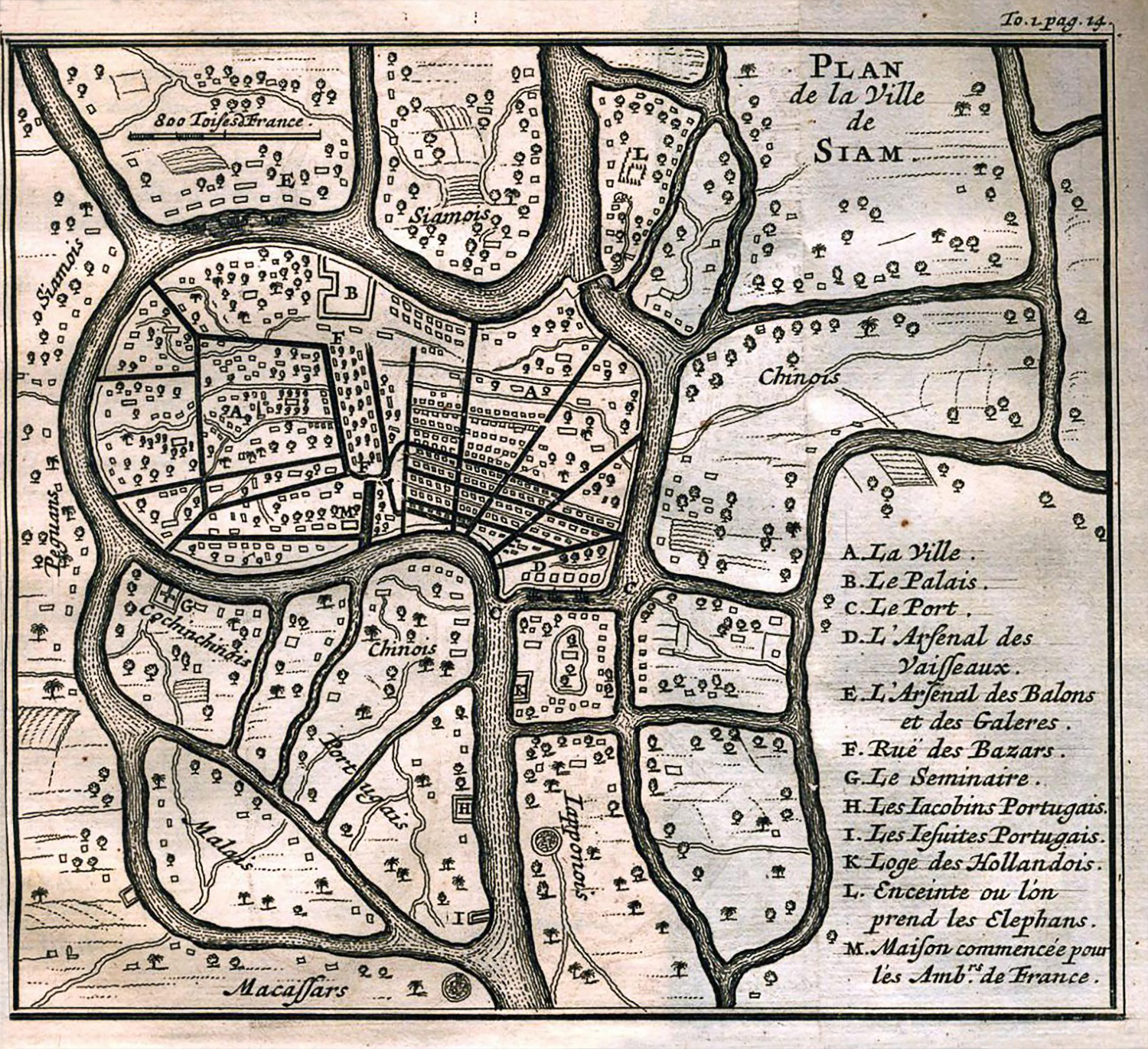
Karte der Hauptstadt Ayutthaya aus dem 17. Jahrhundert, mit zwei vermerkten portugiesischen Vierteln

Offiziell datiert der erste Kontakt zwischen Thailand und Portugal auf 1511, als eine portugiesische Delegation unter Führung von Duarte Fernandes mit reichen Geschenken an den Hof des siamesischen Königs Ramathibodi II. kam.
Afonso de Albuquerque war im Begriff, die bedeutende Handelsstadt Malakka einzunehmen, und schickte die Delegation nach Siam, dem heutigen Thailand. Von Diogo Lopes de Sequeira wussten die Portugiesen bereits seit 1509 vom Interessenskonflikt zwischen Siam und dem Sultan von Malakka, und daher traf Fernandes in Siam auf das erwartete Wohlwollen. Der König gab Fernandes für dessen Rückreise einen Vertrauten und ebenfalls großzügige Offerten mit. Die Portugiesen vertieften diese freundschaftlichen Kontakte umgehend mit einer erneuten Abordnung unter António Miranda de Azevedo und Manuel Fragoso, die noch 1511 nach Thailand reisten und sich dort zwei Jahre lang aufhielten. Ihre umfassenden Berichte über Siam sandten sie danach zum portugiesischen Gouverneur in Goa. Es entwickelte sich ein Austausch zwischen Siamesen und Portugiesen, der in einer Reihe Chroniken belegt ist. Der 1518 zwischen beiden Ländern geschlossene Freundschafts- und Handelsvertrag war das erste Abkommen Siams mit einer europäischen Macht und blieb dies weit über 300 Jahre auch.
So erwähnte Tomé Pires in seiner Suma Oriental auch Syam. Diese Bezeichnung für das heutige Thailand blieb danach im Westen gebräuchlich (bis zur offiziellen Umbenennung des Landes 1941). Auch Duarte Barbosa, João de Barros und Fernão Mendes Pinto beschrieben Siam ausführlich. Barros etwa beschrieb die Landesbewohner als ausgesprochen religiös, und Barbosa erwähnt die religiöse Verbundenheit zwischen König und Volk.
Diese tiefe Religiosität der Siamesen setzen dem Erfolg der portugiesischen Missionaren enge Grenzen. 1555 begannen die Dominikaner als erste Portugiesen dort ihre Missionstätigkeit. Sie errichteten eine Kirche, konnten aber nur wenige Siamesen bekehren. Auch die ab 1585 wirkenden Franziskaner und die 1607 hier angekommenen Jesuiten errichten Kirchen, bleiben jedoch ähnlich erfolglos. Erst die ab 1614 ankommenden, aus Japan vertriebenen Christen vergrößern die christlichen Gemeinden in Siam nennenswert.

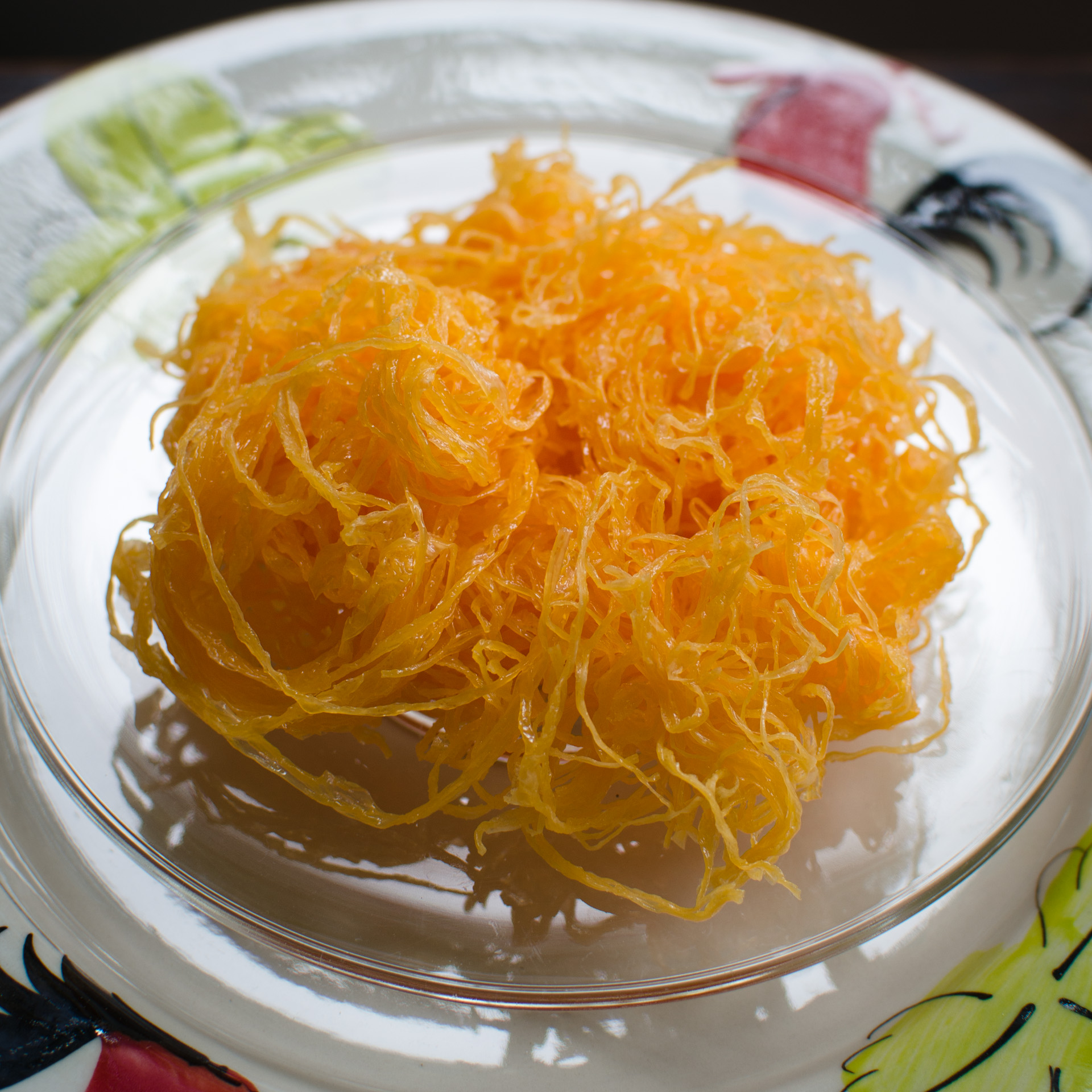
Das bis heute populäre thailändische Foi thong, im 17. Jahrhundert von Portugiesen eingeführt

Unter den aus Japan eingewanderten Christen war auch die japanisch-portugiesische Guiomar de Pina. Sie wurde die Frau des später hingerichteten berüchtigten Premierministers Constantine Phaulkon. Sie führte an dessen Hof im Königreich Ayutthaya (heute Thailand) portugiesische Süßspeisen ein, von denen einige bis heute in Thailand populär geblieben sind, insbesondere die Foi thong.
Nachdem das birmanische Ava-Reich 1758 das siamesische Königreich Ayutthaya unterworfen und seine Hauptstadt niedergebrannt hatte, vertrieb der chinesisch-thailändische General Phaya Tak 1762 die Birmanen wieder und ließ sich in Bangkok nieder, wo er sich zum König ausrief. Die Portugiesen im Land waren ihm loyal geblieben und blieben nun samt ihren Handelstätigkeiten unbehelligt und wohlgelitten. Zudem waren sie für den Außenhandel hilfreich, den Thailand nun verstärkte.

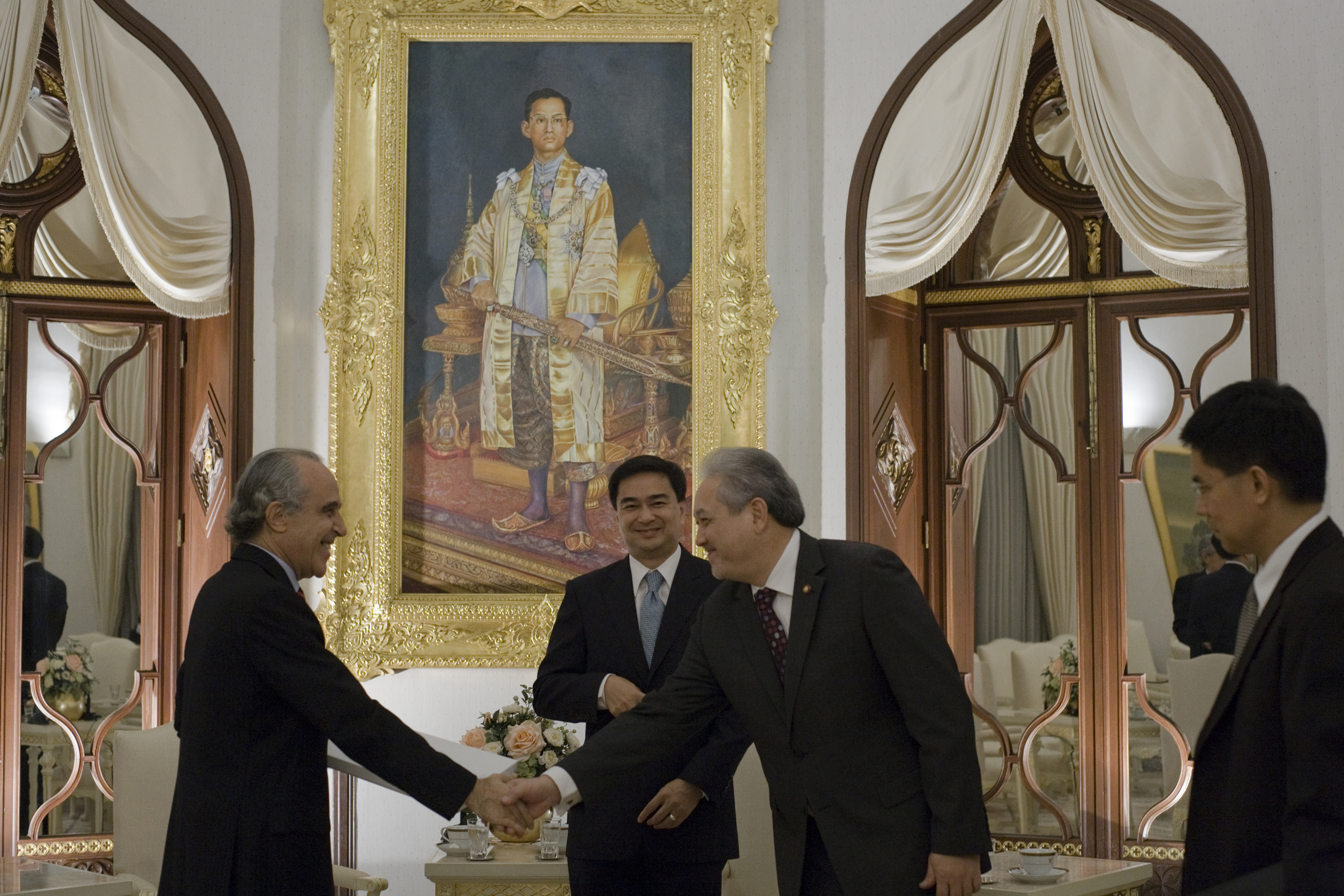
Portugals Botschafter António Félix Machado de Faria e Maya (li.) bei der Verabschiedung Ende 2010, u. a. mit Premier Abhisit Vejjajiva (mi.)

### Seit dem 19. Jahrhundert
Ab den 1820er Jahren geriet Thailand zunehmend in Konflikt mit den Kolonialmächten England und Frankreich. Es konnte sich jedoch weitgehend behaupten und wandte sich mit der Thronbesteigung König Mongkuts 1851 der Moderne und auch der Normalisierung seiner Beziehungen mit den westlichen Mächten zu, um die thailändische Unabhängigkeit zu sichern.
Am 3. Dezember 1862 wurde Isidoro Francisco Guimarães, der Visconde da Praia Grande, im Königreich Siam als Leiter der neueröffneten portugiesischen Legation benannt. Die Vertretung war die nächsten Jahrzehnte auch für China und Japan zuständig.
Ab 1904 blieb die Legation unbesetzt, bis nach den Wirren der beiden Weltkriege die Vertretung 1952 wieder ihre volle Arbeit aufnahm. 1964 wurde die Legation zur vollen Botschaft aufgewertet.

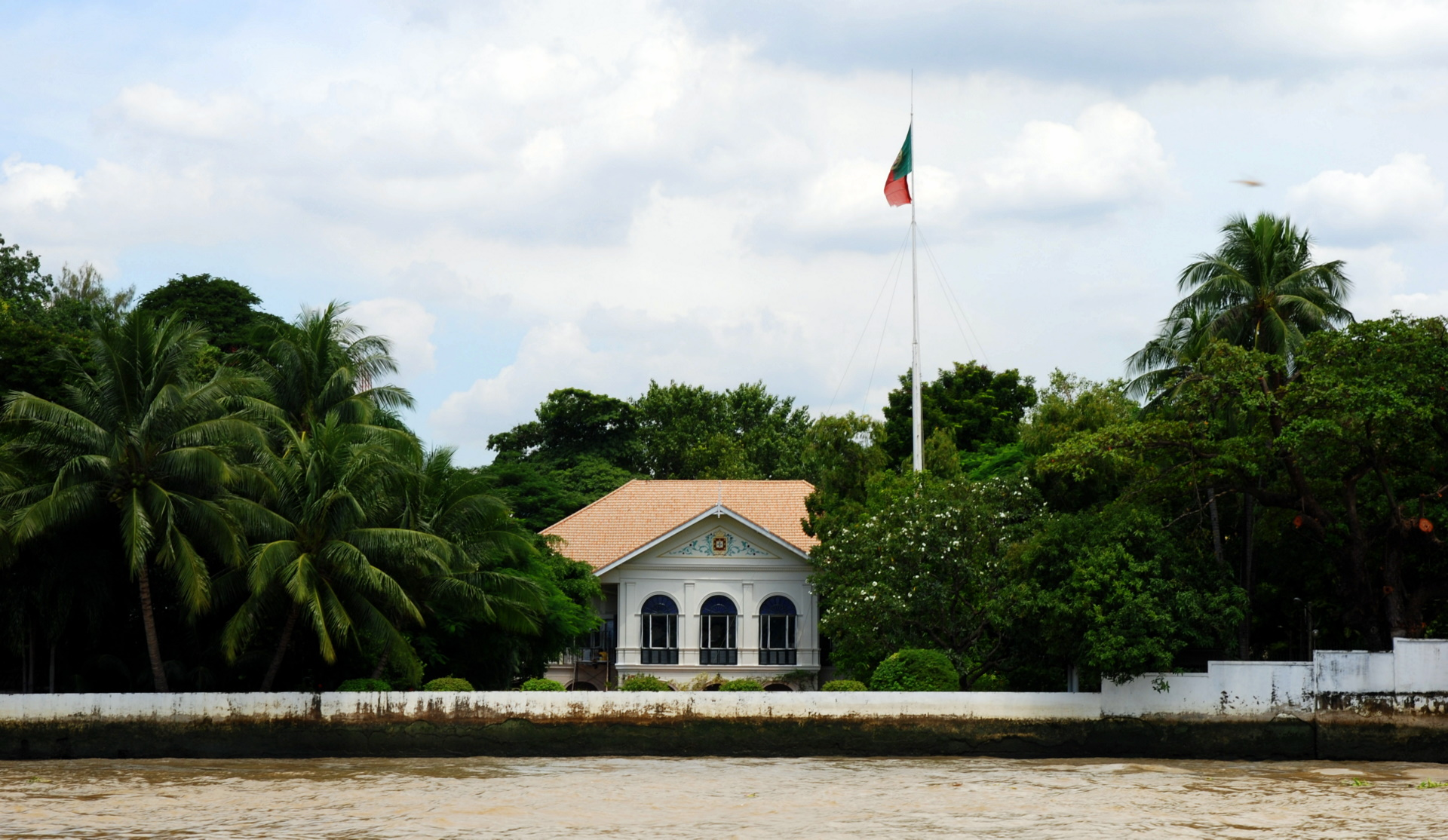
Die Botschaft Portugals in Bangkok

## Diplomatie
Portugal unterhält eine Botschaft in der thailändischen Hauptstadt Bangkok. Zudem besteht ein portugiesisches Honorarkonsulat in Chiang Mai.
Die thailändische Vertretung in Portugal residiert in der Rua de Alcolena Nummer 12, in der Lissabonner Stadtgemeinde Belém. Zudem besteht ein thailändisches Honorarkonsulat in Porto.

## Wirtschaft

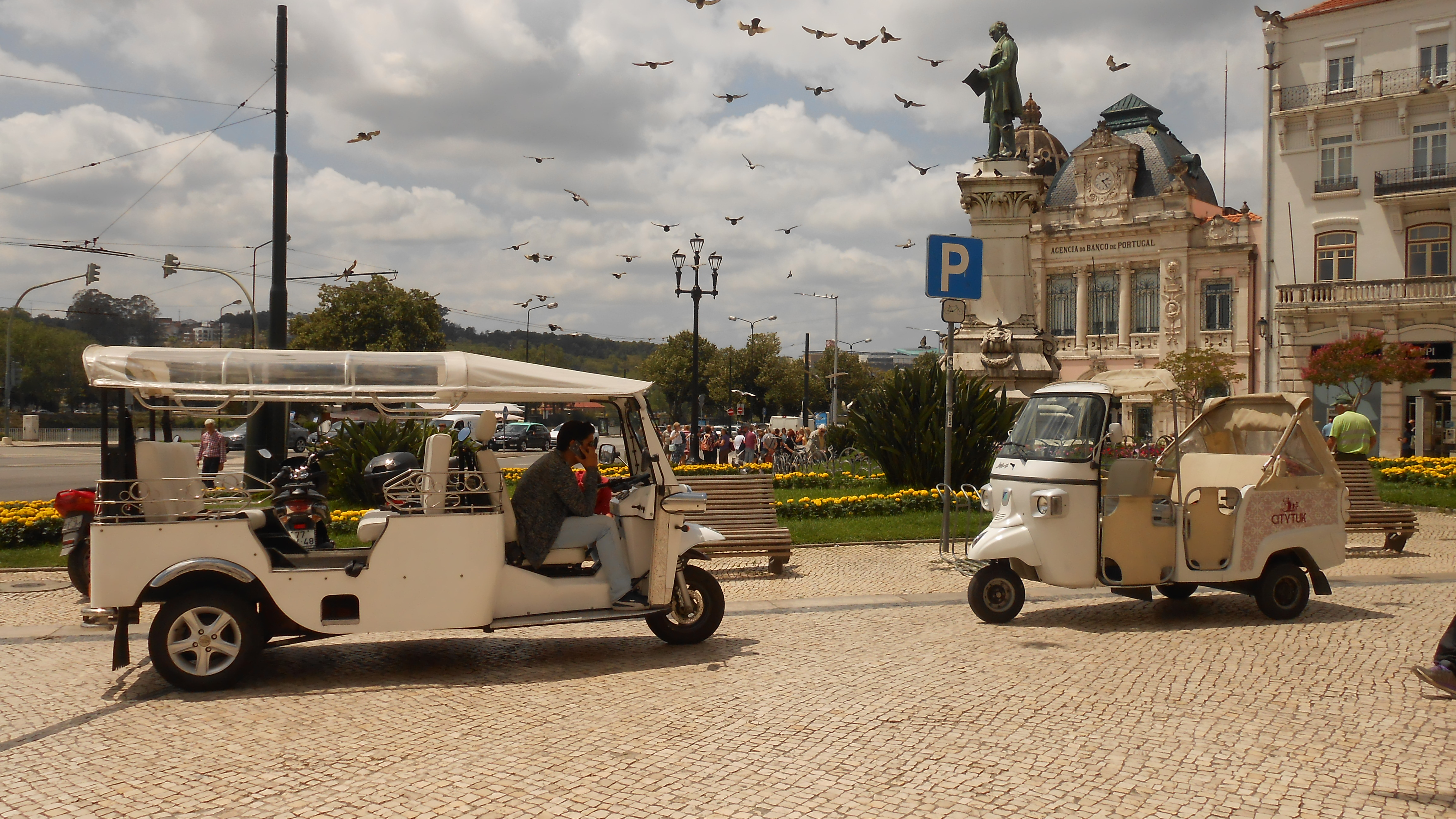
Touristen-Tuk-Tuks in Coimbra: diese typischen Fahrzeuge gehören zu den Exportgütern Thailands nach Portugal

Die portugiesische Außenhandelskammer AICEP unterhält eine Niederlassung in der thailändischen Hauptstadt Bangkok.
Im Jahr 2016 exportierte Portugal Waren im Wert von 22,6 Mio. Euro nach Thailand (2015: 23,6 Mio.; 2014: 22,6 Mio.; 2013: 19,0 Mio.; 2012: 21,2 Mio.), davon 26,7 % Maschinen und Geräte, 19,2 % Papier und Zellulose, 11,9 % Textilien, 7,8 % Minerale und Erze, und 7,2 % Metalle.
Im gleichen Zeitraum lieferte Thailand Güter im Wert von 136,8 Mio. Euro an Portugal (2015: 120,1 Mio.; 2014: 121,3 Mio.; 2013: 90,2 Mio.; 2012: 97,6 Mio.), davon 29,4 % Maschinen und Geräte, 20,6 % Kautschuk und Kunststoffe, 17,4 % Fahrzeuge und Fahrzeugteile, 5,9 % Schuhe und 5,3 % chemisch-pharmazeutische Produkte.
Damit stand Thailand im portugiesischen Außenhandel an 76. Stelle unter den Abnehmern und an 42. Stelle unter den Lieferanten, während Portugal im Außenhandel Thailands an 66. Stelle unter den Abnehmern und an 70. Stelle unter den Lieferanten stand.

## Kultur
Das portugiesische Kulturinstitut Instituto Camões (IC) ist in Thailand u. a. mit einem Kulturzentrum in Bangkok und Lektoraten an Hochschulen präsent. Bereits seit Ende der 1980er Jahre besteht ein portugiesischsprachiges Lektorat an der Chulalongkorn-Universität.
Der portugiesische Regisseur Miguel Gomes drehte seine preisgekrönte Trilogie 1001 Nacht (2015) mit dem thailändischen Kameramann Sayombhu Mukdeeprom, bei Grand Tour (2024) arbeiteten sie erneut zusammen.

## Sport

### Fußball und Futsal
Die Portugiesische und die Thailändische Fußballnationalmannschaft der Männer sind bisher noch nicht aufeinandergetroffen, während die portugiesische und die thailändische Fußballnationalauswahl der Frauen bisher einmal gegeneinander gespielt haben. Das Spiel fand beim chinesischen Vier-Nationen-Turnier Oktober 2018 statt und ging 4:1 für die Portugiesinnen aus. Beim Algarve-Cup waren die Thailänderinnen bisher noch nicht zu Gast (alles Stand Mai 2024).
Gelegentlich spielen Spieler beider Staaten auch im jeweils anderen Land. Der Thailänder Chayapipat Supunpasuch etwa begann beim portugiesischen Klub GD Estoril Praia seine Profilaufbahn, und Bruno Moreira gewann 2016 mit dem thailändischen Topklub Buriram United den Landespokal.
Die Portugiesische Futsalnationalmannschaft nahm an der Futsal-Weltmeisterschaft 2012 in Thailand teil und schied dort erst nach Verlängerung im Viertelfinale gegen Italien aus.

### Kampfsport
In Portugal wird thailändischer Kampfsport, insbesondere Muay Thai praktiziert. Der portugiesische Dachverband Federação Portuguesa de Kickboxing e Muay Thai wurde 1988 gegründet und richtete seither eine Vielzahl Wettkämpfe aus, etwa die Muay Thai-Europameisterschaften 2013 in Lissabon.